# Peter Schumann (Regisseur)

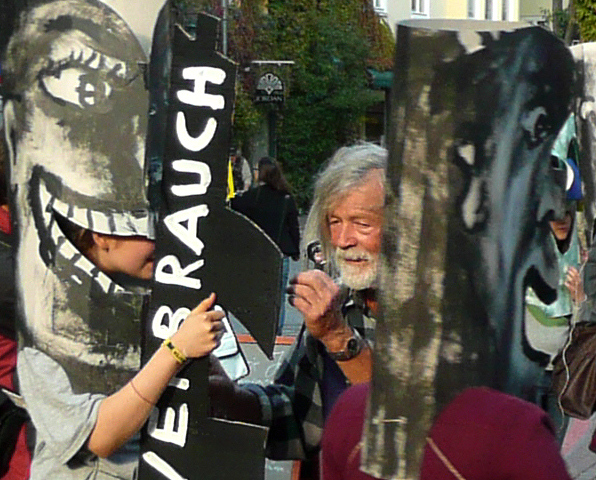
Peter Schumann beim Projekt „Republik Freies Wendland – Reaktiviert“ 2010 in Hannover

Peter Schumann (* 11. Juni 1934 in Lüben, Schlesien) ist ein US-amerikanischer Theaterregisseur und Bildhauer deutscher Herkunft. Er gründete 1963 das in Glover im US-Bundesstaat Vermont ansässige Bread and Puppet Theater, dessen Leiter er noch heute ist.

## Leben
Peter Schumann wurde als zweites von fünf Kindern geboren. Sein Vater war Lehrer. Peter wuchs im Ort Brockau wenige Kilometer südlich von Breslau auf, der 1951 in den Breslauer Stadtbezirk Krietern eingemeindet wurde. Bei der Schlacht um Breslau Anfang 1945 floh er als 11-Jähriger mit seiner Familie. Ein mit Flüchtlingen überfüllter Zug brachte die Familie nach Schleswig-Holstein, wo sie auf einem Bauernhof unterkam. Später ging die Familie nach Hannover, wo Peter Schumann die Lutherschule Hannover besuchte. Nach dem Abitur 1954 studierte er ein Jahr Bildhauerei an der Werkkunstschule in Hannover. 1955 immatrikulierte er sich bei der Hochschule für bildende Künste im damaligen West-Berlin. Unwillig und unfähig an den Vorlesungen teilzunehmen, gab er das Studium bald auf. Danach ging er nach München, wo er seine spätere US-amerikanische Ehefrau Elka Leigh Scott kennenlernte. In dieser Zeit wurde er besonders von ostasiatischen und den expressionistischen Künstlern der „Brücke“ beeinflusst. Mit dem Musiker Dieter Starosky gründete Schumann 1959 die „Gruppe für Neuen Tanz“, die versuchte, aus der Tradition des klassischen Tanzes und Balletts auszubrechen. 1961 wanderte Peter Schumann mit seiner Ehefrau und seiner 1959 geborenen Tochter Tamara in die USA aus.
Peter Schumann fand dort mit seinen Kenntnissen als Tänzer und Bildhauer keine Arbeit. Seine Frau konnte an einer Schule in Putney/Vermont Russisch unterrichten, da sie als Tochter eines amerikanischen Kommunisten ihre Jugend in der Sowjetunion verbracht hatte. Bereits 1961 führte Schumann mit einer Gruppe von Freunden eine erste Theateraufführung mit dem Stück Totentanz in der New Yorker Judson Memorial Church auf. Von 1962 bis 1963 war er an der Putney School tätig, wo er mit Schulkindern ein Puppentheater gründete, das in verschiedenen Orten in Vermont und Massachusetts auftrat. Er gab den Schulkindern in der Schule seiner Frau Puppenspielunterricht. Über Vorkenntnisse verfügte er dadurch, dass der in seiner Kindheit in Schlesien Handpuppen gebastelt hatte. 1963 zog Peter Schumann mit einer Puppenbühne auf einem Anhänger allein über Land, gab Vorstellungen in Parks und an Straßenrändern und ging schließlich im selben Jahr nach New York City. Dort mietete er mit zwei anderen Künstlern eine Loftwohnung in der Delaney Street in New York, die sie als Studio und für Aufführungen nutzten. 1963 gründete Peter Schumann das Bread and Puppet Theater und begann, das theatereigene Puppenmuseum in der Delaney Street einzurichten.
1963 unterstützte Schumann die Antikriegsbewegung gegen den Vietnamkrieg mit einem Happening vor der St. Patrick’s Cathedral. Aus Protest gegen die Segnung der Besatzung von B-52-Bombern durch den Kardinal zog das Theater unter dem Motto „Napalm Jesus Baby“ vor der Kirche auf. Bei der Aktion wurden die Masken von einer früheren Weihnachtsaufführung auf lange Stöcke gesetzt und hochgehalten. 
1967 wurde die Theatertruppe von einem französischen Talentsucher bei der Aufführung ihres Stückes Fire entdeckt. Er lud sie zu einem Festival 1968 in Nancy ein, wo ihr Spiel auf große Resonanz stieß. Es folgten Auftritte in europäischen Großstädten wie Paris, London und Berlin. 1969 folgte eine neunmonatige Tournee durch Europa, die Peter Schumann von seinen finanziellen Problemen befreite. Nach der Rückkehr in die USA erhielt das Theater um 1970 eine Einladung vom Goddard College in Plainfield/Vermont, sich auf einem Bauernhof niederzulassen. Einzige Bedingung war, die Studenten und Dozenten in seine Produktionen einzubeziehen. Peter Schumann nahm das Angebot an und zog mit seiner Frau sowie seinen fünf Kindern nach Vermont. 1974 zog das Theater auf einen früheren Bauernhof mit Molkerei in Glover, etwa 40 km südlich der Grenze zu Kanada, auf dem es noch heute ansässig ist. Dort befindet sich seit 1998 auch das schon 1963 eingerichtete, eigene Puppenmuseum.

## Werke
- Peter Schumann: Puppen und Masken. Das Bread and Puppet Theater. Fischer, Frankfurt am Main 1973, ISBN 3-436-01774-4